# 茨城師範学校
茨城師範学校 （いばらきしはんがっこう） は、1876年および第二次世界大戦中の1943年 （昭和18年） に、茨城県に設置された師範学校である。
本項は、茨城県師範学校・茨城県女子師範学校などの前身または関係諸校を含めて記述する。

## 概要
- 茨城県師範学校・茨城県女子師範学校の統合・官立移管により設置され、男子部・女子部を置いた。
- 1874年 （明治7年） 設立の拡充師範学校を起源とする。
- 第二次世界大戦後の学制改革で新制茨城大学教育学部の前身の一つとなった。

## 沿革

### 旧・茨城県立、新治県立期

#### 小学師範学校、拡充師範学校
- 1874年1月： 新治県、小学師範学校を開校。
  - 新治郡土浦、旧土屋藩校 郁文館跡。修業年限は当初3ヶ月、20歳以上対象。
- 1874年3月： 旧・茨城県、拡充師範学校を開校。
  - 水戸柵町、水戸城附属中御殿。修業年限は当初3ヶ月 （のち予備科・本科各3ヶ月）、25歳以上対象。

### 茨城県立期

#### 小学師範学校、拡充師範学校
- 1875年5月： 新治県の廃止により、同県旧・常陸国域が茨城県と合併。現・茨城県成立。

#### 旧・茨城師範学校
- 1876年4月： 拡充師範学校を茨城師範学校と改称。小学師範学校を分校とする。
  - 入学資格： 18歳-35歳。
- 1876年8月： 初代専任校長 国分行道 就任。
- 1877年1月： 水戸 上市滝岡町 （現・金町、水戸地方気象台付近） の新校舎に移転。
  - 師範生 （2年制、18歳-35歳対象）・女子師範生 （3年制、13歳-30歳）・速成師範生・予備師範生 （4年制、14歳-20歳） を置く。
- 1879年7月： 土浦分校を廃止 （茨城県立土浦第一高等学校・附属中学校も参照のこと）。
- 1880年7月： 予備科を廃止し、茨城中学校を創設 （現在の茨城県立水戸第一高等学校）。
- 1880年9月： 女子師範科・速成師範科を廃止。
- 1882年4月： 師範学校教則大綱に準拠。初等師範科・中等師範科を設置。
- 1885年7月： 高等師範科 （4年制） を設置。

#### 茨城県尋常師範学校
- 1886年10月： 師範学校令により茨城県尋常師範学校と改称 （本科4年制）。
- 1888年5月： 水戸城跡の新校舎に移転 （現・水戸市三の丸）。
- 1890年10月： 天皇行幸で宿舎となる。
  - のちに10月26日を行幸記念日に定めた。

#### 茨城県師範学校
- 1898年4月： 師範教育令により茨城県師範学校と改称。
- 1906年5月： 全寮生徒による同盟脱出事件発生。
  - 卒業生初任給の引き下げに抗議し、浜口庄吉校長の排斥を要求。
  - 生徒処分： 首謀者5名 退学、学級代表9名 1年間停学、他全員 50日間停学。
- 1908年4月： 本科第一部 （4年制）・本科第二部 （1年制、中学卒対象）・乙種講習科 （2年制） を設置。
- 1909年10月： 校歌制定。『東の空 あかつきに』 （太田匡一郎 作詞、片岡亀雄 作曲）。
- 1925年5月： 本科第一部を 5年制に変更。専攻科を設置。
- 1933年11月： 明治天皇行在所跡として史蹟指定。
- 1939年4月： 大陸教員養成科を設置 （1943年3月廃止）。
- 1939年5月： 男子師範・女子師範合同で 『綜合郷土研究 （上・中・下）』 を刊行。

#### 茨城県女子師範学校
- 1903年5月： 茨城県立水戸高等女学校 （現・茨城県立水戸第二高等学校） に茨城県女子師範学校併設。
  - 修業年限3年。初代校長事務取扱： 枝徳二。初代校長： 本田嘉種 （1904年2月 - ? ）
- 1908年4月： 本科4年制となる。
- 1910年： 本科第二部 （1年制、高女卒対象） を設置。
- 1911年4月： 水戸市寺町 （現・金町、水戸市立五軒小学校） の新校舎に移転。
- 1925年5月： 本科第一部を 5年制に変更。本科第二部を 2年制に延長。
- 1925年9月： 校歌制定。『常磐の里の園に咲く』 （渡辺殻 作詞、岡野貞一 作曲）。
- 1926年5月： 専攻科を設置。
- 1929年11月21日：　昭和天皇が行幸[1]。

### 茨城師範学校
- 1943年4月1日： 茨城県師範学校・茨城県女子師範学校を統合し、官立茨城師範学校設置。
  - 旧茨城県師範学校校舎に男子部、旧茨城県女子師範学校校舎に女子部を設置。
  - 初代校長： 磯野清。
- 1945年7月17日： 生徒動員先の日立電線工場、アメリカ軍の艦砲射撃で被災。
  - 教官1名、生徒12名死亡。
- 1945年8月2日： 水戸空襲で男子部・女子部ともに校舎全焼。
- 1945年10月： 女子部授業再開 （那珂郡勝田町大字武田の日立兵器工場附属青年学校校舎）。
- 1945年11月： 男子部授業再開 （稲敷郡阿見町の海軍気象学校跡）。
- 1946年5月： 女子部附属国民学校、水戸高等学校焼跡に移転。
- 1947年2月： 男子部、土浦市大岩田町の旧海軍航空要員研究所跡に移転。
  - 現・茨城県立土浦第三高等学校校地。
- 1947年4月： 男子部・女子部の各附属小学校に新制中学校を併設。
  - 5月： 男子部附属小学校・中学校、旧所在地 （三の丸） に再建。
- 1948年10月： 女子部が土浦に移転。男子部・女子部を統合。
- 1949年5月31日： 新制茨城大学発足。
  - 茨城師範学校は青師と共に教育学部の母体として包括された。
  - 茨城師範学校校地は土浦分校 （1951年3月廃止） となった。
- 1949年6月： 女子部附属小学校・中学校、水戸市愛宕町の旧陸軍東部第42部隊跡に移転。
  - 現・水戸市文京、茨城大学教育学部附属中学校所在地。
- 1949年9月： 附属校改称。
  - 男子部附属小学校・中学校 → 附属水城小学校・中学校。
  - 女子部附属小学校・中学校 → 附属愛宕小学校・中学校。
- 1951年3月： 茨城大学茨城師範学校 （旧制）、廃止。

## 歴代校長
茨城県師範学校（前身諸校を含む）
- 松木直己:1881年5月18日 （中学校長兼務：〜85年10月）[2]
- 松木直己:1886年11月16日[3] - 1888年4月24日[4]
- 渡瀬寅次郎：1888年5月9日 - 1889年6月28日[5]
- 越智直：1892年4月1日 - 1895年7月8日
- 小早川潔：1895年7月8日 - 1897年12月28日
- 大田義弼：1898年1月17日 - 1899年6月28日
- 山田禎三郎：1899年6月28日 - 1900年4月26日
- 田口虎之助：1900年4月26日 - 1901年7月5日
- 鈴木亀寿：1901年7月5日 - 1903年2月16日
- 浜口庄吉：1903年7月25日 - 1906年12月6日
- 中村豊吉：1906年12月6日 - 1913年6月20日
- 高藤太一郎：1913年6月20日 -

茨城県女子師範学校
- 本田嘉種：1904年1月27日 - 1908年10月14日
- 柿山清：1908年10月14日 - 1916年9月20日
- 松本喜一：1916年9月20日 -
- 野島藤太郎：1923年3月31日[6] -

茨城師範学校
- 磯野清:1943年4月1日[7] -
- 大西薌：不詳 - 1945年11月24日[8]
- 片岸初見：1945年11月24日[8] -

## 校地の変遷と継承
茨城師範学校男子部

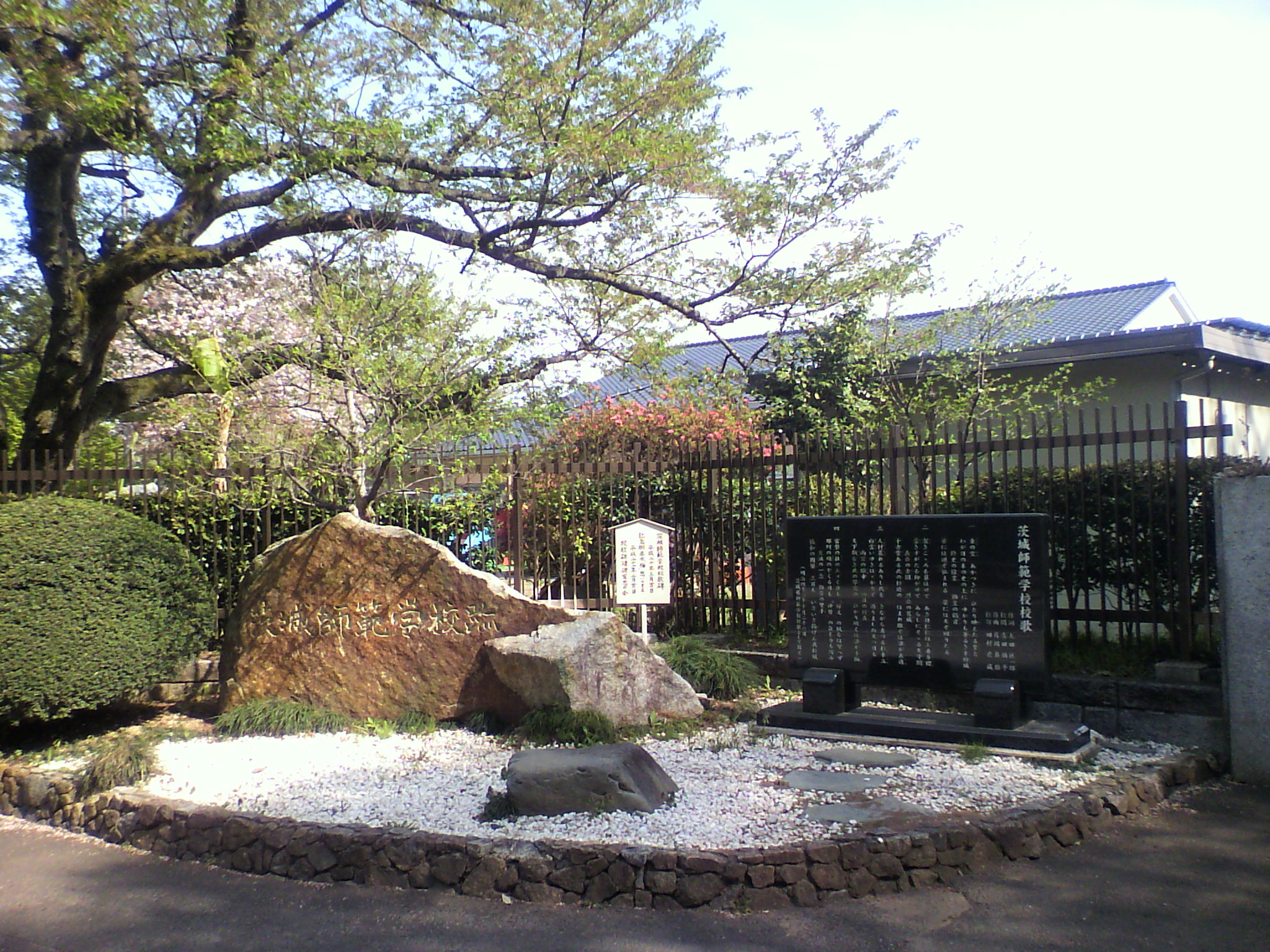
茨城師範学校跡（茨城大学教育学部附属小学校校門前）

前身の茨城県師範学校から引き継いだ水戸市二の丸 （現・三の丸2丁目） の校地を使用した。同校地は 1945年8月の空襲で壊滅し、第二次世界大戦後の授業再開時に、稲敷郡阿見町の海軍気象学校跡に移転した。水戸への復帰は経済上の問題から断念し、1947年2月にはさらに土浦市大岩田町の海軍航空要員研究所跡に移転した （附属小学校は同窓会の尽力により旧校地に再建となった）。1948年10月には女子部も土浦に移転し、男子部・女子部が統合された。
後身の新制茨城大学教育学部発足時は、旧・師範学校側と新・教育学部側とで折り合いがつかず、旧師範学校は土浦に残存し教育学部土浦分校となった （地元、土浦市が水戸移転に反対したためともされる。一方、教育学部は水戸市愛宕町 ［現・文京］ の旧陸軍第37部隊兵舎 ［現・水戸キャンパス］ で発足した）。1951年3月の茨城師範学校廃止により土浦分校は廃止された。
現在、水戸市三の丸の旧校地は茨城県立水戸第三高等学校・茨城大学教育学部附属小学校・附属幼稚園の校地となっている。旧土浦校地は茨城県立土浦第三高等学校の校地となっている。
茨城師範学校女子部
前身の茨城県女子師範学校から引き継いだ水戸市寺町 （現・金町） の校地を使用した。同校地は 1945年8月の空襲で壊滅し、第二次世界大戦後の授業再開時には、那珂郡勝田町大字武田 （現・ひたちなか市） の日立兵器工場附属青年学校校舎を仮校舎として使用した。1948年10月、女子部は男子部校地 （土浦） に移転し、男子部・女子部が統合された。
旧寺町校地は現在、水戸市立五軒小学校の校地となっている。

## 著名な出身者
- 粉川忠 - 東京ゲーテ記念館創設者。
- 永井道明 - 体育学者、東京高等師範学校・東京女子高等師範学校教授[9]。附属小学校で教鞭を執ったこともある[9]。
- 長塚節 - 歌人、作家。
- 福西基 - 教育者、スーパーセンテナリアン。日本国内最高齢男性。

## 関連書籍
- 樫村勝　『茨城師範学校史』　崙書房、ふるさと文庫、1979年2月。
  - 元教授による著。
- 『茨城大学三十年史』　茨城大学、1982年3月。